# Bataille de Drewry's Bluff
Guerre de Sécession
Batailles
Campagne de la Péninsule
- Hampton Roads
- Yorktown
- Williamsburg
- Eltham's Landing
- Drewry's Bluff
- Hanover Court House
- Seven Pines
- Sept Jours
  - Oak Grove
  - Beaver Dam Creek
  - Gaines's Mill
  - Garnett's & Golding's Farm
  - Savage's Station
  - White Oak Swamp
  - Glendale
  - Malvern Hill

La bataille de Drewry's Bluff se déroula le 15 mai 1862, dans le Comté de Chesterfield (Virginie), durant la guerre de Sécession. Cinq canonnières de la marine américaine, y compris l'USS Monitor, remontèrent le fleuve James à la vapeur pour examiner les défenses de Richmond (Virginie), la capitale des confédérés. Ils rencontrèrent des obstacles submergés et des tirs précis et mortels des batteries confédérés. La marine fédérale dut battre en retraite.

## Le contexte

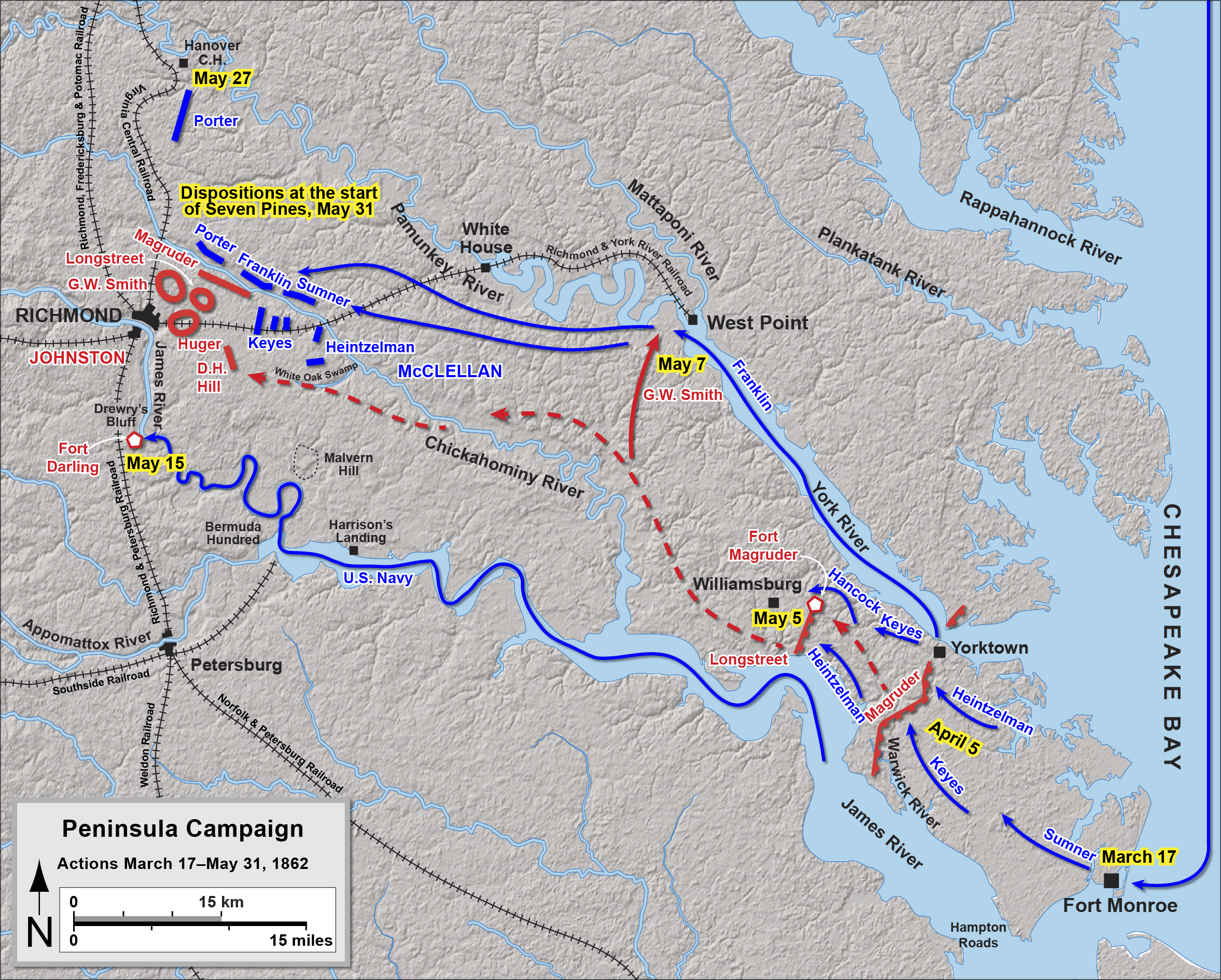
Carte des opérations, mai 1862.

### Situation militaire
En mars 1862, les nordistes lancent une offensive visant à se rendre maîtres de Richmond, capitale confédérée. Cette offensive est connue sous le nom de campagne de la Péninsule.
Les approvisionnements passent par la rivière York, au nord. Au sud, la rivière James donne un accès vers Richmond, capitale de la Confédération. Dégagée, elle permettrait d'approvisionner les forces nordistes. L'idée d'envoyer une flottille pour bombarder la capitale et l'amener à se rendre naît dans l'esprit du gouvernement nordiste. Cette idée devient réalisable après le sabordage du CSS Virginia, navire cuirassé, seul capable de s'opposer à cette idée.

### Situation géographique
Environ 8 miles en aval de Richmond, la James fait un coude brutal et son lit se rétrécit. Elle est alors bordée sur sa rive droite par un escarpement de 90 pieds de haut,.

## Les forces en présence

### Nordistes

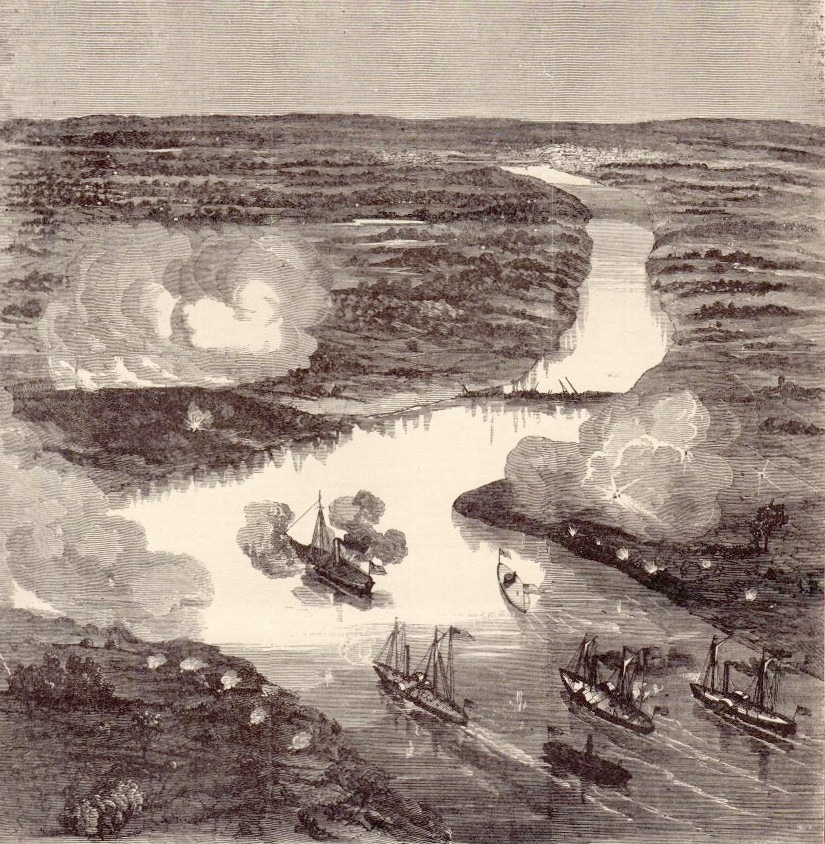
Gravure du Harper's Weekly, 31 mai 1862.

Il n'y a pas de troupes terrestres, juste des canonnières venues de Hampton Roads,.
- USS Galena
- USS Monitor
- USS Naugatuck
- USS Aroostook
- USS Port Royal

### Sudistes

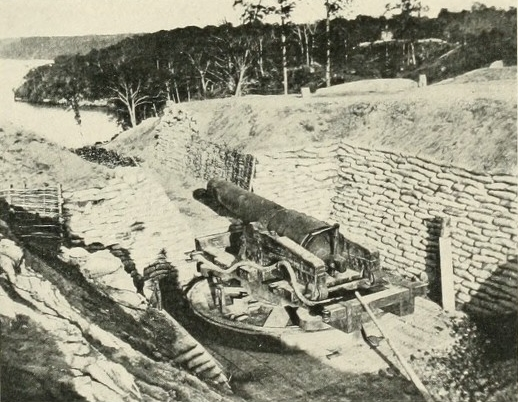
Canon de la batterie Dantzler à Drewry's Bluff (1864).

Sur l'escarpement, les sudistes ont établi une batterie de 3 canons dans des fortifications en terre. L'ouvrage est dénommé Fort Darling mais plus communément appelé Drewry's Bluff d'après le nom de son commandant, Augustus H. Drewry, propriétaire du terrain et capitaine au 2e d'artillerie de Virginie.
Le lit de la rivière est aussi barré par des obstacles reliés par des chaînes. Pour les renforcer, le CSS Jamestown et d'autres navires ou barges sont coulés au milieu du passage. Les cinq canons du Jamestown sont ajoutés à ceux de Fort Darling. Ils sont placés en dehors des retranchements. Drewry's Bluff comporte maintenant 8 canons dont la moitié sont rayés,.

## La bataille
Au matin du jeudi 15 mai 1862 :

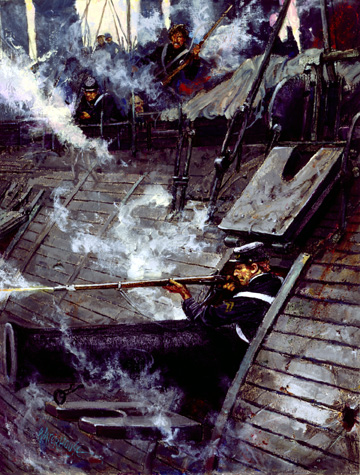
John Freeman Mackie tirant depuis l'USS Galena

- 7h30 : les navires nordistes se présentent devant Drewry's Bluff[5]. L'USS Galena mouille des ancres pour se positionner en travers du courant, pour présenter sa bordée aux batteries sudistes[5]. USS Monitor est à sa droite. Les autres navires en arrière.
- 11h30 : ayant quasiment épuisé ses munitions, USS Galena abandonne sa position[5]. Il a été touché 43 fois[5]. 13 projectiles ont percé son blindage, l'un d'eux l'a traversé de part en part[5]. Il compte treize morts et onze blessés[5].

## Les suites
Drewry's Bluff restera aux mains des sudistes jusqu'à la fin de la guerre. Les nordistes abandonnent l'idée de remonter jusqu'à Richmond pour bombarder et obtenir la reddition de la capitale confédérée.